# Pietro Lasagni
Pietro Lasagni (ur. 15 czerwca 1814 w Caprarola, zm. 19 kwietnia 1885), włoski duchowny katolicki, kardynał.

## Życiorys
Po przyjęciu święceń kapłańskich był m.in. delegatem apostolskim w Viterbo, Forli i Frosinone. Był również urzędnikiem w Komnacie Apostolskiej i sekretarzem papieskim. Leon XIII wyniósł go do godności kardynalskiej, zachowując początkowo nominację in pectore (grudzień 1880); po ogłoszeniu nominacji (w marcu 1882) Lasagni otrzymał tytuł diakona Santa Maria della Scala.
Został pochowany na cmentarzu Campo Verano w Rzymie.

## Źródła
- sylwetka w słowniku biograficznym kardynałów Salvadora Mirandy